# Minelli Modena
La Minelli Modena fu una società pallavolistica maschile e femminile italiana. Questa voce si concentra in particolare sulla storia della sezione maschile.

## Storia della società
Espressione di un circolo d'ispirazione vicino alla Democrazia Cristiana sorto nel dopoguerra per iniziativa di Enzo Leonelli ed intitolato allo studente partigiano Luciano Minelli, ucciso nel 1944 presso Mirandola da nazifascisti, fu una delle prime grandi squadre modenesi a imporsi nel campionato italiano, ottenendo risultati di prestigio sia nel settore maschile che in quello femminile. Entrambe le squadre giocarono i primi campionati all'aperto, sul campo di via Morane e cessarono poi l'attività nel 1975.

### Sezione maschile
Con la squadra maschile, la Minelli prese parte al campionato nazionale già dalla prima edizione (1946), venendo relegata poi in Serie B nel 1948 e raggiungendo la fase finale della A, da neopromossa, nel 1949. Al 1952 risalgono i primi derby con la Ferrari (poi Avia Pervia). Tra i giocatori più celebri di questo periodo possono essere annoverati Elio Morandi e Olivo Barbieri (rispettivamente, 10 e 55 presenze in Nazionale).
Nel 1953 la Minelli, guidata ancora da Leonelli (primo allenatore ad adottare lo schema con doppio palleggiatore), vinse il primo scudetto maschile per la città di Modena, precedendo di un solo punto nella classifica finale la Multedo 1930 di Genova; si ripeté nel 1954 e nel 1955, anni in cui il dominio della città emiliana nella pallavolo fu netto, grazie alla crescita dell'Avia Pevia e della Crocetta-Villa d'Oro.
La Minelli fu comunque la prima squadra modenese a uscire dal novero delle pretendenti per lo scudetto; chiuse il campionato del 1957 all'ultimo posto, non retrocedendo per allargamento dei quadri; continuò poi l'attività grazie al supporto del CSI e, successivamente, della Città dei Ragazzi, ottenendo buoni piazzamenti tra il 1962-63 e nel 1965-66. Con l'avvento del "semiprofessionismo" retrocedette poi clamorosamente nel 1966-67.
Nel 1967 la Minelli ripartì con Livio Selmi allenatore e Dario Mengozzi Presidente
Ritornò in A nella stagione 1970-71; nel 1973-74, giocando a Carpi, retrocesse dall'A1. Dopo un ultimo campionato di Serie B vinto, con il ritorno in serie A cessò l'attività nel 1975.

## Fonti e bibliografia
- Archivio storico della Gazzetta dello Sport, su archiviostorico.gazzetta.it.
- Sito ufficiale della Lega Pallavolo Serie A, su legavolley.it.
- Filippo Grassia e Claudio Palmigiano (a cura di). Almanacco illustrato del volley 1987. Modena, Panini, 1986.